# Theodor Mintrop
Theodor Mintrop (né le 14 avril 1814 à Essen-Werden, mort le 30 juin 1870 à Düsseldorf) est un peintre prussien.

## Biographie

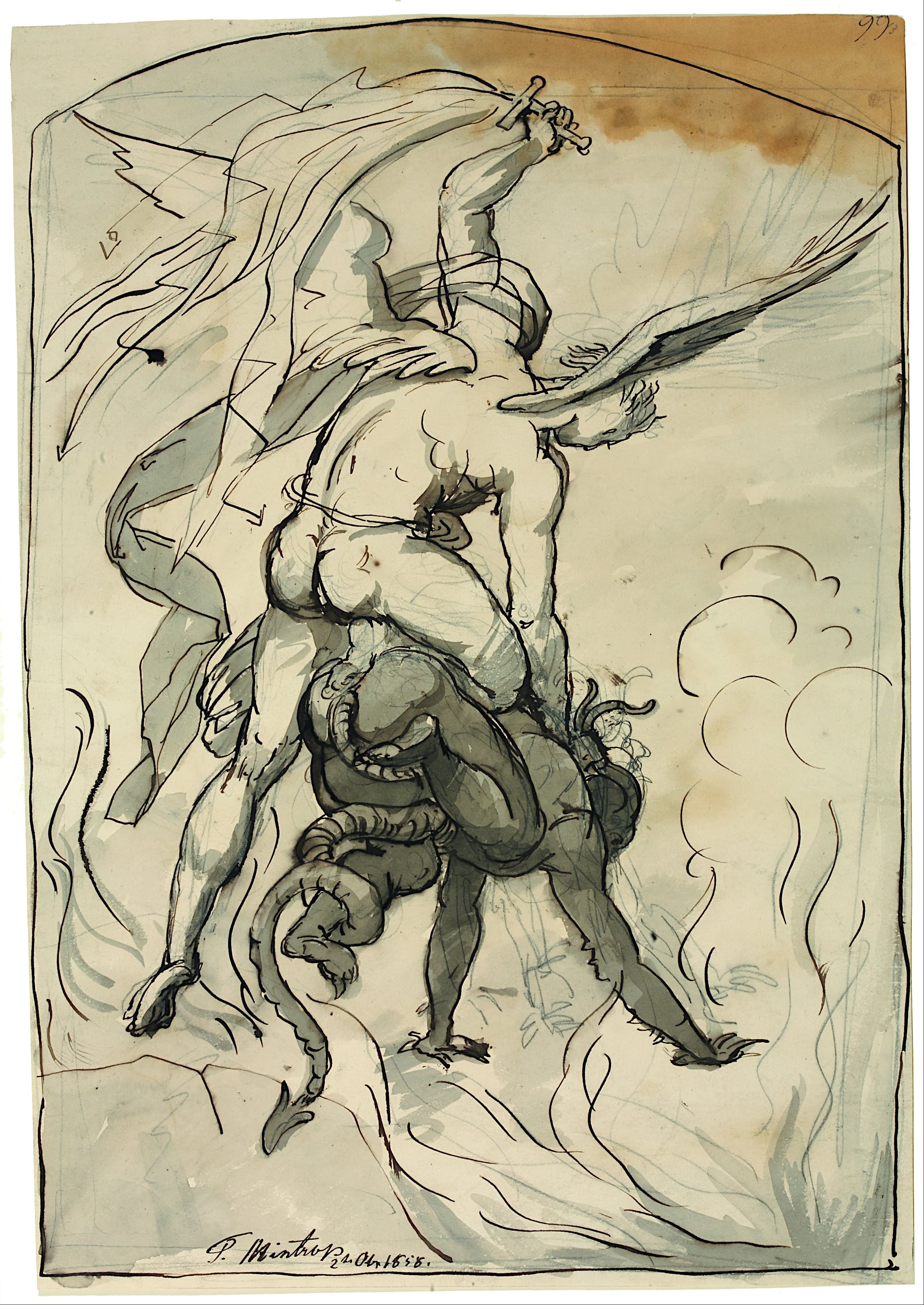
Saint Michel combattant le Diable, 1858

Jusqu'à trente ans, il est garçon de ferme dans le domaine de son frère. L'artiste de Düsseldorf Eduard Geselschap et Heinrich Oecklinghaus découvrent son talent artistique et convainquent Wilhelm von Schadow de le prendre à l'académie des beaux-arts de Düsseldorf en 1844 en dépit de son âge. Geselschap s'installe dans une chambre chez Geselschap ; lui, Geselschap et son épouse Lotte Rose semblent former un couple à trois. Un autre ami de Mintrop est Fritz Roeber. Cependant Mintrop a pour professeurs Theodor Hildebrandt, Karl Ferdinand Sohn et Wilhelm von Schadow. Il devient membre de Malkasten.
Il est inhumé au cimetière du Nord de Düsseldorf.